# Michael Jackson's Vision
Michael Jackson's Vision is een 3-dubbel-dvd van de Amerikaanse zanger Michael Jackson.

## Beschrijving
De box met drie dvd's bevat in totaal ruim 4,5 uur aan beeldmateriaal, waaronder tweeënveertig officiële muziekvideo's van Michael Jackson. Deze video werd wereldwijd verkocht vanaf 22 november 2010.
Bij de dvd's zit ook een boekje van zestig pagina's met exclusieve foto's van Jackson. De dvd bevat verder de niet eerder uitgebrachte muziekvideo van "One More Chance", die destijds niet werd afgemaakt. Ook staat de volledige versie van Bad en Black or White erop.

## Inhoud

### Dvd 1
1. Don't Stop 'Til You Get Enough
2. Rock with You
3. She's Out of My Life
4. Billie Jean
5. Beat It
6. Thriller
7. Bad
8. The Way You Make Me Feel
9. Man in the Mirror
10. Dirty Diana
11. Smooth Criminal
12. Another Part of Me
13. Speed Demon
14. Come Together
15. Leave Me Alone
16. Liberian Girl

### Dvd 2
1. Black or White
2. Remember the Time
3. In the Closet
4. Jam
5. Heal the World
6. Give In to Me
7. Who Is It
8. Will You Be There
9. Gone Too Soon
10. Scream
11. Childhood
12. You Are Not Alone
13. Earth Song
14. They Don't Care About Us
15. Stranger in Moscow
16. Blood on the Dance Floor
17. Ghost
18. You Rock My World
19. Cry

### Dvd 3
1. Blame It on the Boogie
2. Enjoy Yourself
3. Can You Feel It
4. Say Say Say
5. They Don't Care About Us (Prison Version)
6. Why
7. One More Chance

## Hitnoteringen
| Hitlijst 2010       | Hoogste positie |
| ------------------- | --------------- |
| Italië              | 1               |
| Spanje              | 1               |
| Zwitserland         | 1               |
| U.S.                | 2               |
| Verenigd Koninkrijk | 2               |
| België, Vlaanderen  | 2               |
| België, Wallonië    | 2               |
| Duitsland           | 3               |
| Nederland           | 5               |